# چارلز ویدور
چارلز ویدور (انگلیسی: Charles Vidor؛ ۲۷ ژوئیهٔ ۱۹۰۰ – ۴ ژوئن ۱۹۵۹) یک کارگردان اهل ایالات متحده آمریکا بود.

## فیلم‌شناسی
- از جان گذشتگان
- پسرم، پسرم!
- دختر مدل
- دوستم داشته باش یا ترکم کن
- راپسودی
- قو
- گیلدا
- نقاب فو مانچو
- وداع با اسلحه
- هانس کریستین اندرسن